# نیت (ایزدبانو)

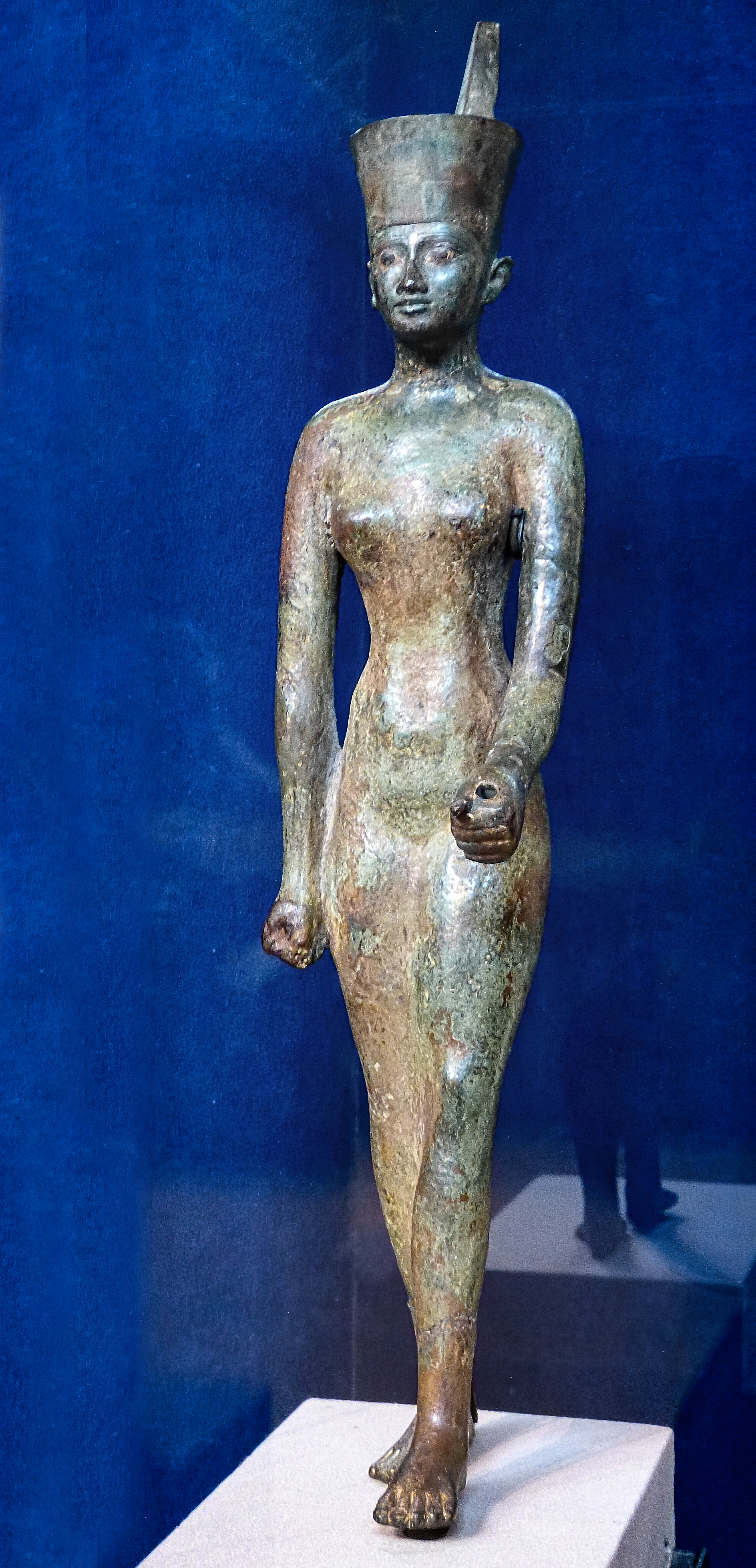

نیت الههٔ شکار و جنگ و ایزدبانوی محافظ زنان در مصر باستان بوده است. نیت ممکن است کهن‌ترین ایزد مصری باشد، زیرا تصاویر این ایزدبانوی شکار و جنگ، که نشانه‌اش کمان و دو تیر و یک سپر بود؛ در جایگاه اصلی ساکنان پیش سلسلهٔ فراعنه در عبیدوس یافت شده و دلالت بر آن دارد که کیش او از مهاجران بومی کهن‌سنگی صحرا به اینجا آورده شده بود. بعدها، مرکز اصلی پرستش نیت در شهر مصب‌گونهٔ سائیس بوده است.
نیت یکی از اولین خدایان مصر باستان است که در اسنادهای باستان نیز دیده شده است. اولین نشانه‌های پرستش او به دورهٔ فرهنگ گرزه حدود (۳۶۰۰–۳۳۵۰ ق. م) مربوط می‌شود. مرکز فرقهٔ اصلی او شهر سائیس در مصر سفلی، نزدیک لبه‌های غربی دلتای نیل بوده است. او مهم‌ترین الهه در دوره سلسله اولیه حدود (۳۱۰۰–۲۶۸۶ ق. م) بود و دارای زیارتگاه و معابد مهمی در پایتخت، ممفیس بوده است.
در دوره‌های بعدی او برتری خود را در برابر الهه‌های دیگر مانند حاثور از دست داد، اما اهمیت خود را حفظ کرد، به ویژه در دوران سلسله بیست و ششم حدود (۶۶۷–۵۲۵) ق. م زمانی که سائیس پایتخت مصر بود.

## اساطیر
نیت در طول دوره‌های یونان و روم تاریخ مصر در معابد زیادی پرستش می‌شد که مهم‌ترین آنها اِسنا در مصر علیا بود و یونانی‌ها اورا با الهه خود آتنا می‌شناختند. [۱]
پروکلوس (۴۱۲–۴۸۵) م نوشت که آدیتون معبد نیت در سائیس (که اکنون چیزی ازآن باقی نمانده است) کتیبه زیر را بر خود داشت:
من چیزی هستم که هستند، خواهند بود و بوده‌اند. هیچ‌کس هرگز جامه ای را که من در آن پنهان شده‌ام باز نکرده است، میوه ای که من آوردم خورشید بود.
در مصر جشن بزرگی به نام جشن چراغ‌ها، هر ساله به افتخار نیت برگزار می‌شد و به و به گفته هرودوت مورخ یونانی، فدائیان و عبادت کنندگان او در تمام شب در طول این جشن، چراغ‌های زیادی را در هوای آزاد می‌سوزاندند.